# Joaquín Botero
Pour les articles homonymes, voir Botero.
Joaquín Botero Vaca (né le 10 décembre 1977 à La Paz) est un footballeur international bolivien qui évolue au poste d'attaquant entre 1997 et 2014 ; il a été élu meilleur buteur mondial en 2002 avec 49 réalisations avec le Club Bolívar de La Paz et il est aussi le second meilleur buteur de l'histoire de l'équipe de Bolivie avec 20 buts en 48 sélections.

## Biographie

### Carrière en club
Il marque 111 buts en Première division sous le maillot du Bolívar après 5 saisons consécutives, 2002 étant l'année de sa consécration en marquant 49 buts, un record mondial, qui permet à son club d'être champion. L'année suivante, il quitte Bolivar pour aller au Mexique où il signera pour 3 ans avec le club de Pumas UNAM avec qui il remporte les deux tournois de 2004 (Ouverture et Clôture) et atteint la finale de la Copa Sudamericana en 2006.
En 2006, il part pour l'Argentine pour signer avec le club d'Almagro puis l'année suivante au Venezuela avec le Deportivo Táchira. En 2008, il revient au pays dans son premier club, le Bolivar (11 buts en 25 matchs disputés). 
Après un retour au Mexique (Correcaminos de la UAT (es)) puis une pige au Koweït (Al Arabi SC, sous forme de prêt) il revient en Bolivie, d'abord à San José en 2011 puis au Sport Boys Warnes de 2013 à 2014.
En février 2015, il annonce sa retraite après un an d'inactivité, faute de propositions sportives intéressantes.

### Carrière en équipe nationale
Botero commence sa carrière internationale lors de la Coupe des confédérations 1999, au Mexique, mais devra attendre l'année suivante pour marquer ses premiers buts avec la sélection bolivienne durant un match amical face à Haïti, le 5 mars 2000, rencontre où il se distingue en marquant un triplé.
Auteur de 20 buts en 48 sélections avec la Bolivie, 16 de ces buts ont été marqués dans des matchs de qualification pour la Coupe du monde. Le 1er avril 2009 sera un jour symbolique pour Botero et l'équipe bolivienne qui écrase l'Argentine de Diego Maradona au Stade Hernando Siles de La Paz, sur le score de 6 buts à 1, dans le cadre des éliminatoires pour la Coupe du monde 2010. Botero, pour sa 48e sélection sous le maillot de « La Verde », réalise un coup du chapeau.
Un mois plus tard, il annonce sa retraite internationale, à la stupeur générale, alors qu'il se trouvait à l'apogée de sa carrière.
Botero est recordman de buts pour la Bolivie jusqu'au 17 novembre 2020, date à laquelle Marcelo Moreno dépasse le record en inscrivant son 21e but en sélection.

## Statistiques

### En sélection nationale
| Saison                | Sélection             | Phases finales                                    | Phases finales | Phases finales | Phases finales | Éliminatoires CDM | Éliminatoires CDM | Éliminatoires CDM | Matchs amicaux | Matchs amicaux | Matchs amicaux | Total | Total | Total |
| Saison                | Sélection             | Compétition                                       | M              | B              | Pd             | M                 | B                 | Pd                | M              | B              | Pd             | M     | B     | Pd    |
| --------------------- | --------------------- | ------------------------------------------------- | -------------- | -------------- | -------------- | ----------------- | ----------------- | ----------------- | -------------- | -------------- | -------------- | ----- | ----- | ----- |
| 1998-1999             | Bolivie               | Copa América 1999 + Coupe des confédérations 1999 | .+3            | .+0            | .+0            | 0                 | 0                 | 0                 | -              | -              | -              | 3     | 0     | 0     |
| 1999-2000             | Bolivie               | -                                                 | -              | -              | -              | 5                 | 0                 | 0                 | 1              | 3              | 0              | 6     | 3     | 0     |
| 2000-2001             | Bolivie               | Copa América 2001                                 | 3              | 0              | 0              | 2                 | 3                 | 1                 | -              | -              | -              | 5     | 3     | 1     |
| 2001-2002             | Bolivie               | -                                                 | -              | -              | -              | 2                 | 0                 | 0                 | 1              | 0              | 0              | 3     | 0     | 0     |
| 2002-2003             | Bolivie               | -                                                 | -              | -              | -              | -                 | -                 | -                 | 1              | 0              | 0              | 1     | 0     | 0     |
| 2003-2004             | Bolivie               | Copa América 2004                                 | 3              | 1              | 0              | 7                 | 4                 | 0                 | -              | -              | -              | 10    | 5     | 0     |
| 2004-2005             | Bolivie               | -                                                 | -              | -              | -              | 6                 | 1                 | 0                 | -              | -              | -              | 6     | 1     | 0     |
| 2005-2006             | Bolivie               | -                                                 | -              | -              | -              | 3                 | 0                 | 1                 | -              | -              | -              | 3     | 0     | 1     |
| 2007-2008             | Bolivie               | -                                                 | -              | -              | -              | 2                 | 2                 | 0                 | 2              | 0              | 0              | 4     | 2     | 0     |
| 2008-2009             | Bolivie               | -                                                 | -              | -              | -              | 4                 | 6                 | 3                 | 3              | 0              | 0              | 7     | 6     | 3     |
| Total sur la carrière | Total sur la carrière | Total sur la carrière                             | 9              | 1              | 0              | 31                | 16                | 5                 | 8              | 3              | 0              | 48    | 20    | 5     |

#### Buts en sélection
| Buts en sélection de Joaquín Botero | Buts en sélection de Joaquín Botero | Buts en sélection de Joaquín Botero                  | Buts en sélection de Joaquín Botero | Buts en sélection de Joaquín Botero | Buts en sélection de Joaquín Botero | Buts en sélection de Joaquín Botero |
|                                     | Date                                | Lieu                                                 | Adversaire                          | Score                               | Résultat                            | Compétition                         |
| ----------------------------------- | ----------------------------------- | ---------------------------------------------------- | ----------------------------------- | ----------------------------------- | ----------------------------------- | ----------------------------------- |
| 1.                                  | 5 mars 2000                         | Estadio Hernando Siles, La Paz (Bolivie)             | Haïti                               | 5-1                                 | 9-2                                 | Amical                              |
| 2.                                  | 5 mars 2000                         | Estadio Hernando Siles, La Paz (Bolivie)             | Haïti                               | 8-2                                 | 9-2                                 | Amical                              |
| 3.                                  | 5 mars 2000                         | Estadio Hernando Siles, La Paz (Bolivie)             | Haïti                               | 9-2                                 | 9-2                                 | Amical                              |
| 4.                                  | 25 avril 2001                       | Estadio Hernando Siles, La Paz (Bolivie)             | Argentine                           | 3-1                                 | 3-3                                 | QCM 2002                            |
| 5.                                  | 3 juin 2001                         | Estadio Hernando Siles, La Paz (Bolivie)             | Venezuela                           | 2-0                                 | 5-0                                 | QCM 2002                            |
| 6.                                  | 3 juin 2001                         | Estadio Hernando Siles, La Paz (Bolivie)             | Venezuela                           | 4-0                                 | 5-0                                 | QCM 2002                            |
| 7.                                  | 10 septembre 2003                   | Estadio Hernando Siles, La Paz (Bolivie)             | Colombie                            | 2-0                                 | 4-0                                 | QCM 2006                            |
| 8.                                  | 10 septembre 2003                   | Estadio Hernando Siles, La Paz (Bolivie)             | Colombie                            | 3-0                                 | 4-0                                 | QCM 2006                            |
| 9.                                  | 10 septembre 2003                   | Estadio Hernando Siles, La Paz (Bolivie)             | Colombie                            | 4-0                                 | 4-0                                 | QCM 2006                            |
| 10.                                 | 18 novembre 2003                    | Estadio José Pachencho Romero, Maracaibo (Venezuela) | Venezuela                           | 1-0                                 | 1-2                                 | QCM 2006                            |
| 11.                                 | 6 juillet 2004                      | Estadio Nacional, Lima (Pérou)                       | Pérou                               | 1-0                                 | 2-2                                 | CA 2004                             |
| 12.                                 | 9 octobre 2004                      | Estadio Hernando Siles, La Paz (Bolivie)             | Pérou                               | 1-0                                 | 1-0                                 | QCM 2006                            |
| 13.                                 | 18 juin 2008                        | Estadio Hernando Siles, La Paz (Bolivie)             | Paraguay                            | 1-0                                 | 4-2                                 | QCM 2010                            |
| 14.                                 | 18 juin 2008                        | Estadio Hernando Siles, La Paz (Bolivie)             | Paraguay                            | 3-1                                 | 4-2                                 | QCM 2010                            |
| 15.                                 | 6 septembre 2008                    | Estadio Olímpico Atahualpa, Quito (Équateur)         | Équateur                            | 1-1                                 | 1-3                                 | QCM 2010                            |
| 16.                                 | 11 octobre 2008                     | Estadio Hernando Siles, La Paz (Bolivie)             | Pérou                               | 1-0                                 | 3-0                                 | QCM 2010                            |
| 17.                                 | 11 octobre 2008                     | Estadio Hernando Siles, La Paz (Bolivie)             | Pérou                               | 2-0                                 | 3-0                                 | QCM 2010                            |
| 18.                                 | 1er avril 2009                      | Estadio Hernando Siles, La Paz (Bolivie)             | Argentine                           | 2-1                                 | 6-1                                 | QCM 2010                            |
| 19.                                 | 1er avril 2009                      | Estadio Hernando Siles, La Paz (Bolivie)             | Argentine                           | 4-1                                 | 6-1                                 | QCM 2010                            |
| 20.                                 | 1er avril 2009                      | Estadio Hernando Siles, La Paz (Bolivie)             | Argentine                           | 5-1                                 | 6-1                                 | QCM 2010                            |

NB : Les scores sont affichés sans tenir compte du sens conventionnel en cas de match à l'extérieur (Bolivie-Adversaire). Source consultée: rsssf.com.

## Palmarès

### En club
- Champion de Bolivie en 2002 avec le Club Bolívar.
- Champion du Mexique en 2004-Ouv et 2004-Clô avec le Pumas UNAM.

### Distinctions individuelles
- Meilleur buteur mondial de l'année de première division en 2002.
- Meilleur buteur du championnat de Bolivie en 2002 avec 49 buts.
- Deuxième meilleur buteur du Club Bolívar avec 133 buts (derrière Fernando Salinas, 198 buts)[9].